# Ceraphron notauliciferus
Ceraphron notauliciferus är en stekelart som beskrevs av Paul Dessart 1975. Ceraphron notauliciferus ingår i släktet Ceraphron och familjen pysslingsteklar. Inga underarter finns listade i Catalogue of Life.